# (4303) Savitskij
(4303) Savitskij est un astéroïde de la ceinture principale.

## Description
(4303) Savitskij est un astéroïde de la ceinture principale. Il fut découvert le 25 septembre 1973 à Naoutchnyï par Lioudmila Jouravliova. Il présente une orbite caractérisée par un demi-grand axe de 2,17 UA, une excentricité de 0,13 et une inclinaison de 2,4° par rapport à l'écliptique.

## Compléments